# C19orf44
C19orf44‏ (None) هوَ بروتين يُشَفر بواسطة جين C19orf44 في الإنسان.